# Die Wilden Kerle (Fernsehserie)
Die Wilden Kerle ist Zeichentrickserie und Adaption der Buchreihe Die Wilden Fußballkerle von Joachim Masannek.

## Inhalt
Die Serie dreht sich um eine Gruppe fußballbegeisterter Kinder, die sich selbst „Die Wilden Kerle“ nennen. Ihr Motto lautet: „Alles ist gut, solange du wild bist!“ Die Kinder erleben gemeinsam Abenteuer auf und neben dem Fußballplatz.

## Produktion
Produziert wurde die Serie von Blue WunderWerk. Die Episoden sind in der Regel 11–13 Minuten lang. Die Zeichentrickserie wurde erstmals am 9. April 2012 auf KiKA sowie später am 6. Mai 2012 im ZDF ausgestrahlt.
Die erste Staffel der Serie wurde vom Animationsstudio Colorland Animation aus Hongkong realisiert, während die zweite Staffel von Sandman Animation mit Sitz in Utah animiert wurde. Die Regie übernahmen Dietmar Kremer und Mike Maurus.

## Synchronisation
Die Synchronisation entstand nach den Dialogregie von Ursula von Langen durch die Synchronfirma Deluxe Media GmbH. In der zweiten Staffel war die Synchronfirma Boom Company GmbH zuständig.
| Rolle        | Sprecher                |
| ------------ | ----------------------- |
| Leon         | Tobias John von Freyend |
| Marlon       | Tobias Kern             |
| Raban        | Maximilian Belle        |
| Markus       | Roman Wolko             |
| Vanessa      | Malika Bayerwaltes      |
| Jojo         | Domenic Redl            |
| Deniz        | Patrick Roche           |
| Willi        | Ole Pfenning            |
| Dicker Michi | Paul Sedlmeir           |

## Episodenliste

### Staffel 1
| Folge | Name                              | Erstausstrahlung KiKA |
| ----- | --------------------------------- | --------------------- |
| 1     | Das Ende der Welt                 | 9. Apr. 2012          |
| 2     | Schattenspringer                  | 9. Apr. 2012          |
| 3     | Zeichen in der Nacht              | 10. Apr. 2012         |
| 4     | Die Kriegerin                     | 10. Apr. 2012         |
| 5     | Die Zerreißprobe                  | 11. Apr. 2012         |
| 6     | Die 8. Dimension                  | 23. Apr. 2012         |
| 7     | Die Bestie vom Finsterwald        | 12. Apr. 2012         |
| 8     | Bruderkampf                       | 12. Apr. 2012         |
| 9     | Der Verräter                      | 13. Apr. 2012         |
| 10    | Das Geheimnis der Graffiti-Burgen | 13. Apr. 2012         |
| 11    | Tanz der Geister                  | 14. Apr. 2012         |
| 12    | Hölle auf Rädern                  | 14. Apr. 2012         |
| 13    | Entscheidung im Teufelstopf       | 14. Apr. 2012         |

### Staffel 2
| Folge | Name                          | Erstausstrahlung KiKA |
| ----- | ----------------------------- | --------------------- |
| 14    | Licht am Horizont             | 6. Apr. 2014          |
| 15    | Das Geheimerfinderphantom     | 7. Apr. 2014          |
| 16    | Rasenschach                   | 8. Apr. 2014          |
| 17    | Team ohne Trainer             | 9. Apr. 2014          |
| 18    | Das Geheimnis der Tierschädel | 10. Apr. 2014         |
| 19    | Eine Frage der Ehre           | 11. Apr. 2014         |
| 20    | Der unmögliche Kurvenball     | 12. Apr. 2014         |
| 21    | Unter Verdacht                | 13. Apr. 2014         |
| 22    | Gegen jede Regel              | 14. Apr. 2014         |
| 23    | Foul mit Folgen               | 15. Apr. 2014         |
| 24    | Angriff auf den Teufelstopf   | 16. Apr. 2014         |